# トライベツ
トライベツは、北海道厚岸郡厚岸町にある地名。郵便番号は088-1389。

## 地理
若松地区の北部に位置し、厚岸郡浜中町に隣接する。

## 歴史

### 地名の由来
「沼が死んだ川」を意味するアイヌ語に由来する。

### 沿革
- 2002年（平成14年）11月25日 - 厚岸町字名改正事業に伴い、大字別寒辺牛村字トライベツ、茶内原野などをもってトライベツが成立する[3]。

## 世帯数と人口
2023年（令和5年）3月31日現在の世帯数と人口は以下のとおりである。
| 地区名     | 世帯数 | 人口 |
| ---------- | ------ | ---- |
| トライベツ | 15世帯 | 41人 |

## 小・中学校の学区
厚岸町立高知小学校、厚岸町立高知中学校は2019年（平成31年）4月1日より休校しているため、町立小・中学校に通う場合、学区は以下の通りとなる。
|      | 小学校             | 中学校             |
| ---- | ------------------ | ------------------ |
| 全域 | 厚岸町立真龍小学校 | 厚岸町立真龍中学校 |